# Alpaida boraceia
Alpaida boraceia är en spindelart som beskrevs av Levi 1988. Alpaida boraceia ingår i släktet Alpaida och familjen hjulspindlar. Inga underarter finns listade i Catalogue of Life.